# Hoplopsis
Hoplopsis är ett släkte av steklar som beskrevs av De Stefani 1889. Hoplopsis ingår i familjen sköldlussteklar.
Kladogram enligt Catalogue of Life och Dyntaxa:
| Hoplopsis | \| \| Hoplopsis cristulata \| \| \| \| \| \| Hoplopsis minuta \| \| \| \| |
|           | \| \| Hoplopsis cristulata \| \| \| \| \| \| Hoplopsis minuta \| \| \| \| |
|           | Hoplopsis cristulata                                                      |
|           |                                                                           |
|           | Hoplopsis minuta                                                          |
|           |                                                                           |